# Luis Coloma

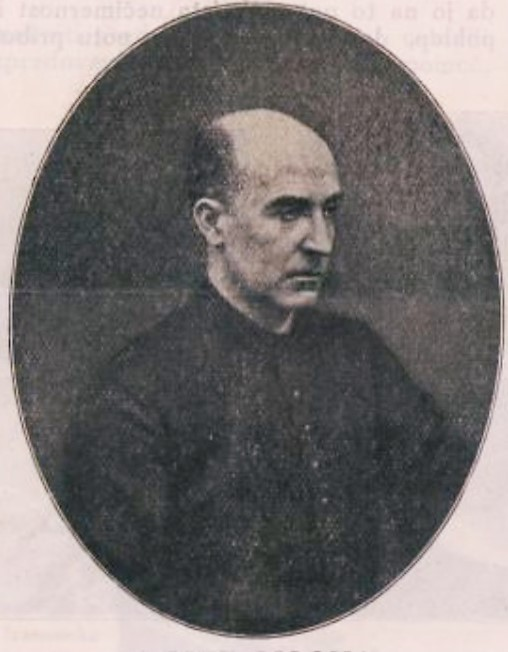
Luis Coloma

Luis Coloma Roldán, bekannt als Pater Coloma (* 9. Januar 1851 in Jerez de la Frontera; † 11. Juni 1915 in Madrid) war ein spanischer Schriftsteller.

## Leben
Luis Coloma besuchte im Alter von 12 Jahren eine Marineschule und studierte später Rechtswissenschaften an der Universität Sevilla. Unter dem Einfluss der mit ihm befreundeten spanischen Autorin Fernán Caballero, deren Interesse für didaktische Märchen er teilte, wandte er sich der Schriftstellerei zu und arbeitete bei verschiedenen Zeitungen mit. Er führte zuerst das Leben eines Bonvivant, ehe er nach Genesung von einer fast tödlichen Schussverletzung 1874 Jesuit wurde. 1908 fand seine Aufnahme in die Real Academia Española statt.
Coloma wurde bekannt durch den großes Aufsehen erregenden, zuerst in einem religiösen Blatt, Mensajero del Sagrado Corazon de Jesus, erschienenen Roman Pequeñeces, in dem er die frivole, nur zu oft lasterhafte Lebensführung der Madrider Aristokratie und Plutokratie vor der 1874 erfolgten Restauration mit kraftvoller Ironie geißelt. Das Werk erlebte viele Auflagen und wurde in fast alle europäischen Sprachen übersetzt. Gleichfalls ein Tendenzroman ist Por un piojo (4. Auflage 1894). Vorher hatte der streitbare, beredte Priester eine größere Reihe von Erzählungen und Skizzen nach der Natur veröffentlicht, u. a. Pilatillo (1886), La Gorriona (1897) und Juan Miseria. Außerdem verfasste er Geschichten für Kinder unter dem Titel Cuentos para niños (2. Auflage 1889; deutsch Buch der Kinder, Berlin 1897). Ratón Pérez (d. h. „Pérez die Maus“) ist eine zeitgenössische Fabel mit sozialen Implikationen, die für König Alfons XIII. geschrieben wurde, als er noch im Kindesalter stand. In den Retrados de antoño (Madrid 1895) bietet Coloma biographische Studien über Denker und Dichter des 18. Jahrhunderts.

## Werke
- Lecturas recreativas, Erzählungen, 1884
- Pequeñeces, Roman, 1890; deutsch Lappalien, Berlin 1897
- Retratos de antaño, Erzählungen, 1895
- La reina mártir, Biographie von Maria Stuart, 1898
- Nuevas lecturas, Erzählungen, 1902
- El Marqués de Mora, Roman, 1903
- Jeromín, Roman über das Leben des Juan de Austria, 2 Bde., 1905–07
- Boy, Roman, 1910; deutsch 1910
- Recuerdos de Fernán Caballero, Aufsatz, 1910
- Fray Francisco, Biographie des Kardinals Francisco Jiménez de Cisneros, 1914

## Ausgabe
- Obras completas, 9 Bde., 1940–42